# St. Johannes der Täufer (Heideck)

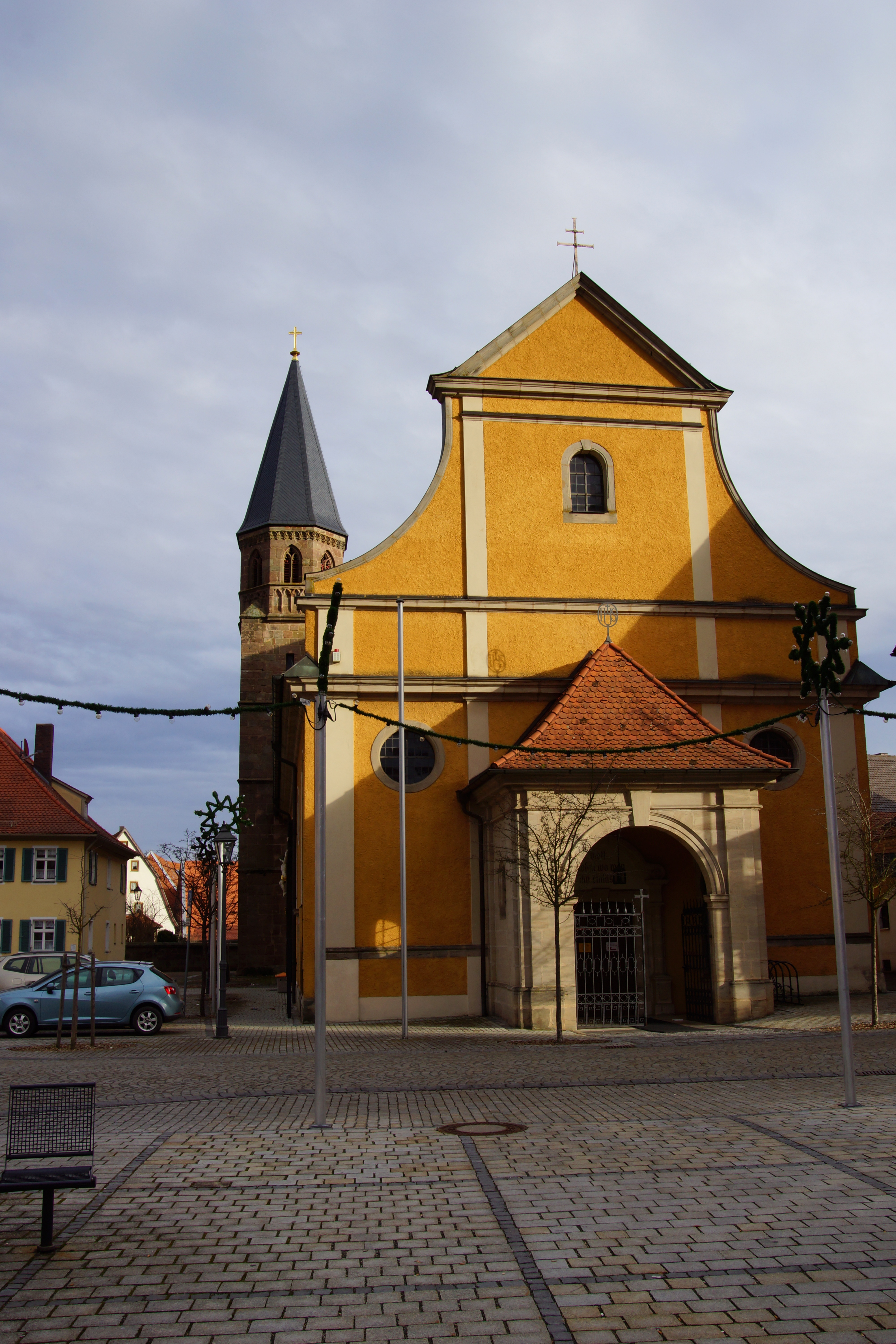
St. Johannes der Täufer

Die Kirche St. Johannes der Täufer am Marktplatz 22 ist die römisch-katholische Pfarrkirche in Heideck, eine Stadt im mittelfränkischen im Landkreis Roth und damit in der Planungsregion Nürnberg. Der Ort liegt in der Metropolregion Nürnberg und im Fränkischen Seenland. Das Bauwerk ist unter der Denkmalnummer D-5-76-126-49 als Baudenkmal in die Bayerische Denkmalliste eingetragen.

## Geschichte
Die Kirche wurde 1457 geweiht. Im späten 18. Jahrhundert fanden bauliche Erweiterungen statt, die Sakristei wurde 1763 angebaut, das Langhaus wurde 1779 und 1910 nach Westen verlängert.

## Baubeschreibung
Der Baustile sind sowohl vom Mittelalter als auch der Neuzeit geprägt. Die Saalkirche ist überwiegend romanisch gehalten, während der eingezogene Chor und der Glockenturm gotisch sind. Das Gebäude ist ein Putzbau. Das Langhaus ist mit einem steilen Satteldach bedeckt, im Innern ist es mit einem hölzernen Tonnendach versehen. Der Chor hat eine Fünf-Achtel-Apsis und ein Kreuzrippengewölbe, die äußeren Strebepfeiler sorgen für die Stabilität. Im nördlichen Chorwinkel steht der Kirchturm aus Sandsteinquadern, der einen oktogonalen Spitzhelm trägt. Bei der letzten Verlängerung wurde dem Langhaus eine Fassade in Form eines Schweifgiebels vorgesetzt. Davor befindet sich das Portal mit einem Walmdach. Im Innern trennt eine Arkade den Eingangsbereich an der Westseite vom Kirchsaal.

## Orgel
Auf der Empore über dem Eingangsbereich steht eine Orgel der Orgelbauerfamilie Josef Zeilhuber & Sohn mit Taschenlade, pneumatischer Spiel- und Registertraktur und Spieltisch.
| I Hauptwerk C–f3 |           |       |
| 1.               | Prinzipal | 8′    |
| 2.               | Rohrflöte | 8′    |
| 3.               | Oktave    | 4′    |
| 4.               | Nachthorn | 4′    |
| 5.               | Waldflöte | 2′    |
| 6.               | Quinte    | 1 ⁄3′ |
| 7.               | Mixtur    | 1′    |
| 8.               | Trompete  | 8′    |

| II Oberwerk C–f3 |              |        |
| 9.               | Gedeckt      | 8′     |
| 10.              | Prinzipal    | 4′     |
| 11.              | Koppelflöte  | 4′     |
| 12.              | Nasard       | 2 ⁄3′  |
| 13.              | Oktave       | 2′     |
| 14.              | Terz - Non   | 1 3⁄5′ |
| 15.              | Sifflett     | 1′     |
| 16.              | Cimbel       | 2⁄3′   |
| 17.              | Rohrschalmey | 8′     |

| Pedal C–d1 |            |       |
| 18.        | Subbaß     | 16′   |
| 19.        | Oktavbaß   | 8′    |
| 20.        | Spillflöte | 8′    |
| 21.        | Choralbaß  | 4′    |
| 22.        | Rauschwerk | 2 ⁄3′ |
| 23.        | Fagott     | 16′   |

- Koppeln: II/I, I/P, II/P
- Spielhilfen: Tutti, Zungen ab, 4 Kombinationen

## Glocken
Im Glockenturm hängt ein 5-stimmiges Geläut:
| Schlagton | Gießer                     | Gießjahr                           |
| --------- | -------------------------- | ---------------------------------- |
| fis′      | Hans Glockengießer         | 1517                               |
| a′        | Wilhelm Schilling          | 1960                               |
| h′        | Christoph Glockengießer    | zweite Hälfte des 16. Jahrhunderts |
| cis′      | Wilhelm Schilling          | 1960                               |
| e′′       | Karlsruher Glockengießerei | 1997                               |